# Monolito Bennett

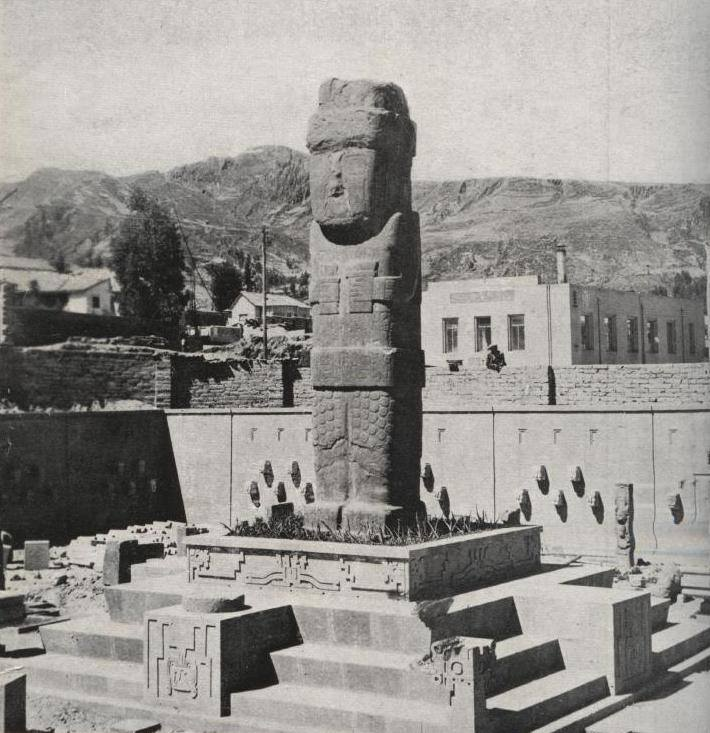
Monolito Bennett en la Plaza del Monolito en la ciudad de La Paz antes de ser enviado de vuelta a su lugar de origen Tiahuanaco.

El Monolito Bennett, también conocido como Estela o Monolito Pachamama o Estela 10, es el monumento más grande que ha sido hallado dentro del Complejo Arqueológico Monumental de Tiahuanaco, (yacimiento catalogado como Patrimonio de la Humanidad por la Unesco desde el año 2000), construido por los integrantes de la Cultura Tiahuanaco, civilización precolombina que durante su período de mayor expansión se distribuía en parte de lo que ahora son Bolivia, Chile y Perú. Comprendía casi todo el altiplano y valle del sur denominado meseta del Collao hasta la costa del océano Pacífico por el oeste y el chapare por el este. Su capital y principal centro religioso fue la ciudad de Tiahuanaco, ubicado en las riveras del río Tiahuanaco en el departamento de La Paz en Bolivia. Representa a una figura femenina; en uno de sus brazos porta el vaso ceremonial aymara y en el otro una tablilla ceremonial para esnifar rapé. En su parte inferior, 364 círculos concéntricos representan los días del año, al que hay que sumar el día consagrado a la devoción de esta divinidad.

## Arquitectura
- Altura: 7,20 metros

- Anchura: 1,20 metros
- Peso: 20 toneladas
- Material: piedra arenisca de una sola pieza.
- Forma: monolito vertical antropomorfo apoyado en un pedestal
- Decoración: grabados diversos, porta dos objetos en las manos: el quero ceremonial troncocónico[2] y una tablilla para esnifar rapé; y posee corona y una faja ventral.

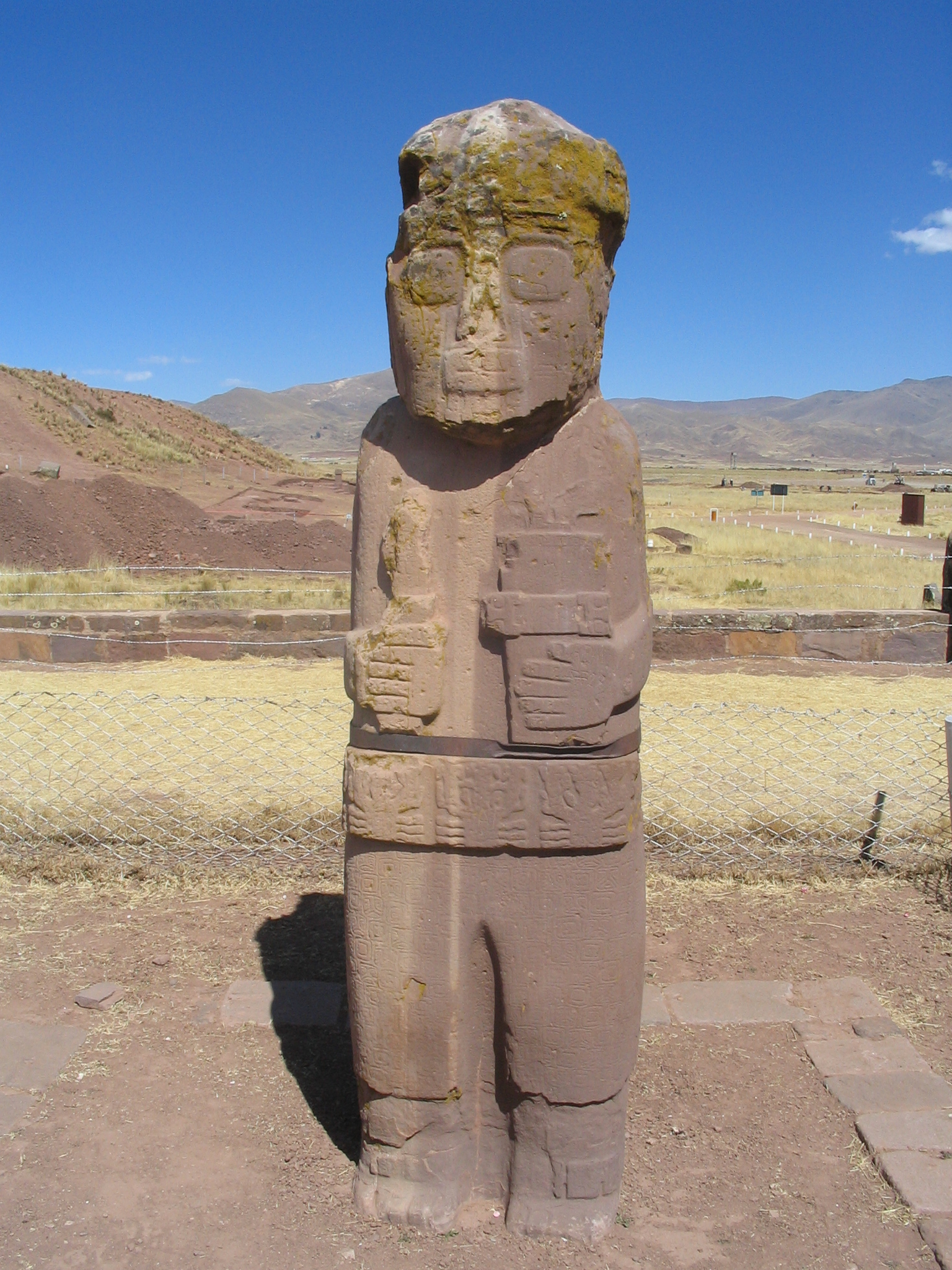
Estado actual del Monolito Fraile de Tiahuanaco, de similares características que el "Monolito Bennett".

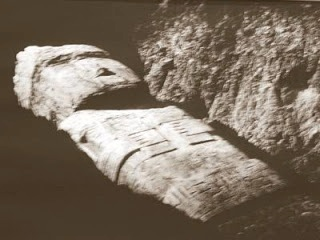
Primera fotografía del "Monolito Bennett" en Tiahuanaco junio de 1932

## Descubrimiento
El monolito fue descubierto por el estadounidense Wendell Benett, arqueólogo del Museo Americano de Historia Natural de Nueva York, durante unas excavaciones realizadas a finales del mes de junio del año 1932 dentro del Templete subterráneo de Tiahuanaco concretamente el denominado "Pozo VII".

## Conservación

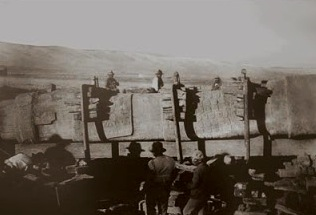
Traslado del "Monolito Bennett" de Tiahuanaco a la ciudad de La Paz, abril de 1933

El día veinticinco de abril del año 1933 comenzaron los primeros trabajos para el traslado del monolito desde Tiahuanaco hasta La Paz, pero no fue hasta el mes de julio del mismo año cuando se hizo efectivo el traslado por medio del ferrocarril hasta el Paseo del Prado de la Avenida 16 de julio de la ciudad de La Paz. Aproximadamente en el año 1940 vuelve a ser trasladado, pero esta vez al barrio paceño de Miraflores. Finalmente, en el mes de marzo del año 2002 fue devuelto definitivamente al Museo Regional Arqueológico de Tiahuanaco.

## Simbología
El "Monolito Bennett", aunque de aspecto antropomorfo se cree que representa a una autoridad o personaje poderoso tiwanacota divinizado.
También se lo suele denominar como antropolito.